# Ніджьоін но Санукі
Леді Санукі (приблизно 1141 – 1217) — японська аристократка та поетка вака, активна у пізні роки періоду Хейан та ранні роки періоду Камакура. Відома також під іменами Чюґу Санукі (中宫讃岐) та Ніджьоін но Санукі (二条院讃岐), оскільки входила до двору імператора Ніджьо.
Належала до роду Мінамото, оскільки її батьком був Мінамото но Норімасу.
Допомагала укладати віршовану антологію "Колекція тисячі років". Також мала власне зібрання під назвою "Колекція Ніджьоін но Санукі" (二条院讃岐集) або просто "Колекція Санукі" (讃岐集), куди входило близько 100 віршів.